# 용수항
용수항은 제주특별자치도 제주시 한경면 용수리에 위치한 어항이다. 2004년 9월 23일 어촌정주어항으로 지정되었다. 관리청은 제주시, 시설관리자는 제주시장이다.

## 어항 연혁
"용수리"라는 이름은 100여년 전부터 불린 것으로 추측되며, 현재 공식 명칭으로 사용되고 있다. 현재 용당리에 있는 용못이라는 못이 있는데, 이 용못의 한자어 표기로 인하여 용수라는 이름이 붙여진 것이다. 또한, 이곳은 가뭄에도 샘물이 아주 잘 나와서 다른 마을 사람들이 숭숭물이라고 불러 왔다고 한다. 좋은 물이 많이 나는 곳이라는 뜻으로 붙여진 것이다.

## 어항 구역
- 수역: 72,405m2[1]

## 어항 시설
1989년 선착장 20m축조를 시작으로 현재까지 방파제 57m, 선착장 195m, 물양장 172m가 축조되어 있다.